# بيدرو سا
بيدرو سا هو لاعب كرة قدم برتغالي في مركز الوسط، ولد في 1 ديسمبر 1993 في بوفوا دي فارزيم في البرتغال. لعب مع نادي فارزيم.

## وصلات خارجية
- بيدرو سا على موقع قاعدة بيانات كرة القدم.إي يو (الإنجليزية)
- بيدرو سا على موقع Soccerway.com (الإنجليزية)